# Beretta 3032 Tomcat
La Beretta Tomcat o Beretta 3032 Tomcat è una pistola tascabile semiautomatica progettata e prodotta dall'azienda italiana Beretta.

## Descrizione
L'arma è camerata con proiettili del tipo .32 ACP (Browning da 7,65 mm) ed è caratterizzata da dimensioni molto contenute, progettata per il trasporto e l'uso come arma di riserva. La Beretta 3032 Tomcat si basa su una lunga serie di pistole tascabili compatte prodotte dalla società italiana per l'autodifesa personale. La Beretta 3032 Tomcat ha un meccanismo di innesco a singola o doppia azione. Dispone anche di una canna basculante, che permette di ricaricare nella camera di cartuccia l'arma con un solo proiettile. Il telaio è realizzato in lega di alluminio, il carrello in acciaio stampato e la canna sono in carbonio o acciaio inossidabile (quest'ultima chiamata Beretta 3032 Tomcat Inox).
Nella variante "Inox", il telaio è anodizzato. Per un breve periodo fu anche disponibile un modello in titanio. Prodotta dal 1996, è dotata di un caricatore che contiene 7 colpi per un peso che si attesta sui 410 grammi; dimensionalmente è lunga 125 mm, con la canna che ne misura 61 mm, altezza di 95 mm e uno spessore di 28 mm.